# Шолудько, Дмитрий Сергеевич
Дмитрий Сергеевич Шолудько (бел. Дзмітрый Сяргеевіч Шалудзька; род. 17 августа 1989, Донецк, Ростовская область) — белорусский футболист, нападающий.

## Клубная карьера
После переезда в Беларусь выступал за команды «Минск» и «Руденск». В 2010 году играл на любительском уровне за «Ислочь», затем вернулся в «Руденск».
В январе 2012 года он прибыл на просмотр в «Торпедо-БелАЗ», а в феврале подписал контракт. Однако закрепиться в основном составе ему не удалось, сыграв за команду всего 5 матчей в Высшей лиге. В феврале 2013 года перешёл в клуб «Берёза-2010», где поначалу был игроком стартового состава, но в сезоне 2014 потерял место в основе.
В 2015 году он присоединился к команде «Виктория» из Марьина Горки, но сыграл только один матч и завершил профессиональную карьеру.

## Статистика
| Сезон | Дивизион | Клуб          | Страна                    | Матчи | Голы |
| ----- | -------- | ------------- | ------------------------- | ----- | ---- |
| 2009  | Д3       | Руденск       | Флаг Беларуси (1995—2012) | 14    | 2    |
| 2011  | Д2       | Руденск       | Флаг Беларуси (1995—2012) | 23    | 4    |
| 2012  | Д1       | Торпедо-БелАЗ | Флаг Беларуси             | 5     | 0    |
| 2013  | Д2       | Берёза-2010   | Флаг Беларуси             | 27    | 8    |
| 2014  | Д2       | Берёза-2010   | Флаг Беларуси             | 8     | 1    |
| 2015  | Д3       | Виктория      | Флаг Беларуси             | 1     | 0    |

## Достижения

### «Руденск»
- Чемпион Второй лиги Беларуси: 2009